# Teresa Buongiorno
Teresa Buongiorno Veroi (Roma, 1930 – Latina, 22 maggio 2022) è stata una scrittrice, storica e autrice televisiva italiana.

## Biografia
Nata a Roma nel 1930, si laureò in Storia Medievale all'Università degli Studi di Roma "La Sapienza".
Prima di dedicarsi alla scrittura collaborò al Radiocorriere TV con la rubrica "Dalla parte dei piccoli"" e contribuì alla creazione di programmi televisivi per ragazzi quali Giocagiò, ideato a partire da un format della BBC e L'albero azzurro
Dietro suggerimento degli scrittori Raffaele Crovi e Bianca Pitzorno ha esordito nel 1977 con il suo primo romanzo, Ragazzo etrusco e in seguito ha pubblicato più di 40 opere tra romanzi storici, fiabe, raccolte di racconti e opere divulgative come un Dizionario della letteratura per ragazzi e un Dizionario della fiaba.
Fece parte del comitato scientifico della Treccani Ragazzi
Teresa Buongiorno è morta a Latina il 22 maggio 2022 all'età di 91 anni.

## Opere

### Romanzi per ragazzi
- Ragazzo etrusco, Milano, Rusconi, 1977 - Nuova ed. Casale Monferrato, Piemme, 2005 ISBN 88-384-3688-6.
- Il romanzo di Marco Polo, Milano, Rusconi, 1980
- Il ragazzo che fu Carlomagno, Torino, SEI, 1983 ISBN 88-05-03856-3. - Nuova ed. Milano, Salani, 2003 ISBN 88-8451-145-3.
- Le briciole di Dio, Milano, Le stelle, 1985
- Il marchio dei Merovingi, Torino, SEI, 1988 ISBN 88-05-05007-5. - Nuova ed. Il vento soffia nella foresta: il marchio dei Merovingi, Milano, Salani, 2005 ISBN 88-8451-543-2.
- Olympos: diario di una dea adolescente, Firenze, Salani, 1995 ISBN 88-7782-382-8.
- La stella di Tramontana, Firenze, Salani, 1996 ISBN 88-7782-433-6.
- Camelot : l'invenzione della Tavola Rotonda, Firenze, Salani, 1997 ISBN 978-88-8451-685-5.
- Il segreto della montagna, Milano, Disney Avventura N. 17, 2002 ISBN 88-7309-923-8.
- Io e Sara, Roma 1944, Casale Monferrato, Piemme, 2003 ISBN 88-8451-145-3.
- Il mio cuore e una piuma di struzzo, Milano, Salani, 2007 ISBN 978-88-8451-144-7.
- Gli animali della mia vita, Firenze, Fatatrac, 2008 ISBN 978-88-8222-157-7.
- La banda della rosa, Casale Monferrato, Piemme, 2008 ISBN 978-88-566-0005-6.
- Abul Abbas elefante imperiale, Roma, Lapis, 2009 ISBN 978-88-7874-130-0.
- Cacciatori di fossili, Milano, Mondadori, 2010 ISBN 978-88-04-60263-7.
- La lupa di Roma e le capre di Garibaldi, Firenze, Fatatrac, 2010 ISBN 978-88-8222-229-1.
- Chi ha paura di Babbo Natale?, Milano, Piemme, 2012 ISBN 978-88-566-2263-8.
- Giovanna D'Arco, la ragazza dal vestito rosso, Milano, Salani, 2012 ISBN 978-88-6256-037-5.
- La befana vien di notte... o no?, Milano, Piemme, 2014 ISBN 978-88-566-3157-9.
- Il sentiero dei ricordi, Milano, Piemme, 2015 ISBN 978-88-566-4473-9.
- Storie dei miei animali, Belvedere Marittimo, Coccole books, 2017 ISBN 978-88-98346-85-1.
- Vacanze pericolose: per la prima volta all'estero da sole!, Milano, Salani, 2017 ISBN 978-88-6918-245-7.

### Raccolte di racconti
- 366 storie della buona notte, Milano, Mondadori, 1989 ISBN 88-04-32842-8.
- 366 storie di animali, Milano, Mondadori, 1991 ISBN 88-04-35203-5.
- 120 storie di gnomi, folletti, foreste e pellicce, Milano, Mondadori, 1992 ISBN 88-04-40105-2.
- 366 storie di spaventi e incanti, Milano, Mondadori, 1992 ISBN 88-04-36750-4.
- 120 storie di orchi, giganti, filtri e gatti neri, Milano, Mondadori, 1994 ISBN 88-04-38495-6.
- 120 storie di principesse, cavalieri, stracci e impicci, Milano, Mondadori, 1994 ISBN 88-04-38964-8.
- 366 fiabe da 1 minuto, Milano, Mondadori, 1997 ISBN 88-04-42995-X.
- Due orsetti in fuga, Milano, Piemme, 2017 ISBN 978-88-566-5891-0.

#### Serie "La storia e le storie"
- Storie di figure, Milano, Mondadori, 1989 ISBN 88-04-32852-5.
- Storie di Gaia, Milano, Mondadori, 1989 ISBN 88-04-32849-5.
- Storie di libri, Milano, Mondadori, 1989 ISBN 88-04-32851-7.
- Storie di parole, Milano, Mondadori, 1989 ISBN 88-04-32853-3.
- Storie di spazio, Milano, Mondadori, 1989 ISBN 88-04-32848-7.
- Storie di tempo, Milano, Mondadori, 1989 ISBN 88-04-32850-9.

#### Serie "La grande storia del mondo"
- Storie dalla storia, San Dorligo della Valle, Einaudi ragazzi, 2017 ISBN 978-88-6656-397-6.
- Storie del mondo animale, San Dorligo della Valle, Einaudi ragazzi, 2017 ISBN 978-88-6656-399-0.
- Storie dalla terra, San Dorligo della Valle, Einaudi ragazzi, 2017 ISBN 978-88-6656-398-3.
- Storie di capolavori, San Dorligo della Valle, Einaudi ragazzi, 2017 ISBN 978-88-6656-400-3.
- Storie di grandi libri, San Dorligo della Valle, Einaudi ragazzi, 2017 ISBN 978-88-6656-396-9.
- Storie di parole curiose, San Dorligo della Valle, Einaudi ragazzi, 2017 ISBN 978-88-6656-395-2.

### Saggi
- Dizionario della letteratura per ragazzi: i personaggi, le trame, i temi d'attualità, Milano, Vallardi, 1995 ISBN 88-11-95507-6. - Nuova ed. Milano, Fabbri, 2001 ISBN 978-88-451-2579-9.
- I Fenici, Milano, Vallardi, 1996
- Dizionario della fiaba, Milano, Vallardi, 1997 ISBN 88-8211-123-7. - Nuova ed. Roma, Lapis, 2014 ISBN 978-88-7874-326-7.
- Il libro dei miracoli: istruzioni per l'uso, Milano, Corbaccio, 1998 ISBN 88-7972-192-5.
- Vogliamo ricordare: storie e parole per ricordare ai ragazzi gli orrori della Seconda Guerra Mondiale con Lia Levi e Eliana Canova, Milano, Il battello a vapore, 2021 ISBN 978-88-566-7861-1.

#### Serie "Storia e storie"
- Storia di Francesco: il santo che sapeva ridere con Chiara Frugoni, Roma, Laterza, 1998 ISBN 88-420-5603-0.
- Il feroce Saladino e Riccardo Cuordileone con Franco Cardini, Roma, Laterza, 1999 ISBN 88-420-5883-1.

### Curatele
- Il libro degli amici, Milano, Mondadori, 1996 ISBN 88-04-41662-9.
- Il libro dei compleanni, Milano, Mondadori, 1996 ISBN 88-04-42989-5.

## Premi e riconoscimenti
Premio Andersen
- 2003 vincitrice nella categoria "Miglior libro 9-12 anni" con Io e Sara, Roma 1944[7]